# قحطی، فراوانی و اخلاق

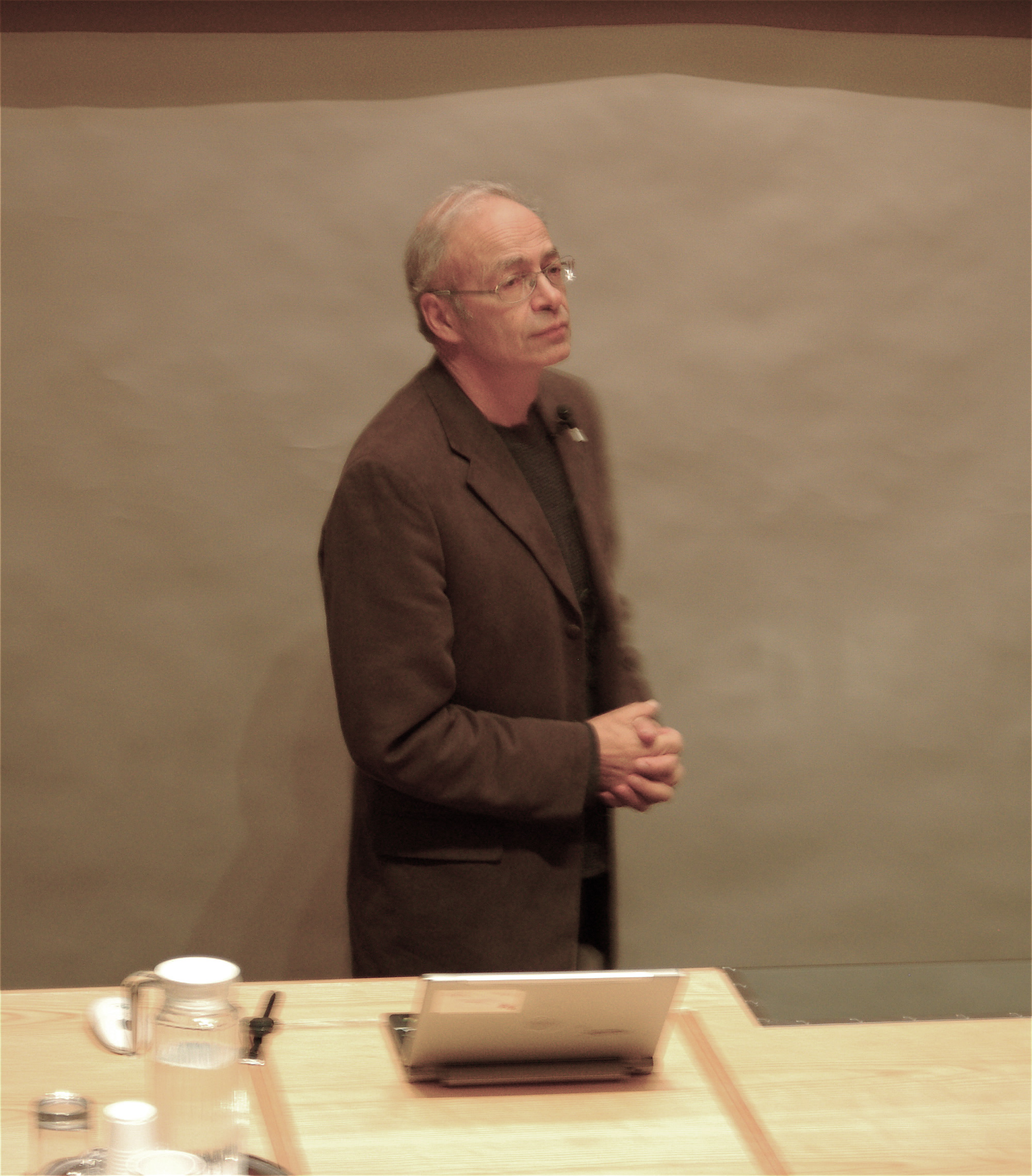
پیتر سینگر ،نویسنده کتاب

قحطی، فراوانی و اخلاق (انگلیسی: Famine, Affluence, and Morality)
مقاله‌ای است از پیتر سینگر در سال ۱۹۷۱ که در مجلهٔ «فلسفه و امور عام» در سال ۱۹۷۲ به چاپ رسید.